# Helvetischer Klub
Der Helvetische Klub, auf Französisch vollständig Club helvétique de Paris, war eine revolutionäre Vereinigung von Schweizer Patrioten in der Frühphase der Französischen Revolution.
Die Vereinigung umfasste Patrioten v. a. aus Freiburg, die nach dem Chenaux-Handel von 1781 nach Frankreich geflohen waren. Der Helvetische Klub kritisierte das aristokratische Regime der Kantone und war in der französischen Nationalversammlung, in den Kasernen der Schweizer Regimenter in Paris und unter Journalisten aktiv. Am 20. Mai 1790 verbuchte er einen ersten Erfolg: Die Konstituante beschloss trotz dem geltenden französisch-schweizerischen Vertrag die Freilassung zweier Freiburger, die nach dem Chenaux-Handel zu Galeerenstrafen in Frankreich verurteilt worden waren. Der Rechtsanwalt Jean Nicolas André Castella redigierte, unterstützt von weiteren Freiburgern wie François-Joseph Rey, ebenfalls Anwalt, und François Roullier, Weinhändler und Mitbegründer, die meisten Schriften des Helvetischen Klubs. Dessen erste offizielle Sitzung fand am 6. Juni 1790 statt. Der Helvetische Klub prosperierte anfänglich, verlor aber bald viele Mitglieder. Die unbegüterten Schweizer distanzierten sich aus finanziellen Gründen, die Militärs aus Furcht vor einer Anklage wegen Hochverrats. Nachdem sich auch noch die Anführer zerstritten hatten, löste sich der Helvetische Klub am 3. August 1791 auf.
Einige Mitglieder traten anderen Immigrantenvereinigungen bei, u. a. dem Club des Allobroges. Der Helvetische Klub hatte versucht, in der Schweiz durch aktive Propaganda die Revolutionsideen zu verbreiten und Aufstände auszulösen. Man gründete die Zeitung Correspondance générale helvétique, von der aber nur drei Nummern erschienen, verbreitete unter der Hand Castellas achtzehnseitige Streitschrift «Lettre aux Communes des villes, bourgs et villages de la Suisse et de ses alliés, ou l’Aristocratie suisse dévoilée» und verschickte zahlreiche Briefe. Doch die Reaktion der schweizerischen Behörden war heftig, und die Aufwiegelungsversuche des Helvetischen Klubs blieben erfolglos: Die Schweizer waren nicht bereit, dem Beispiel der Franzosen zu folgen. Immerhin gingen gewisse Unruhen im Wallis und im Bistum Basel auf den Helvetischen Klub zurück, der das Schweiz-Bild der Franzosen veränderte und die Revolution von 1798 vorbereiten half.